# 相沢菊太郎
相沢 菊太郎（あいざわ きくたろう、1866年5月28日（慶応2年4月14日） - 1962年（昭和37年）4月26日）は、明治から大正期の日本の政治家、神奈川県高座郡相原村村長。

## 経歴・人物
神奈川県高座郡相原村（現：相模原市相原）に生まれる。1908年（明治41年）より地元相原村の村長となり、横浜鉄道（現：JR横浜線）の橋本駅開設や相模農蚕学校（現：神奈川県立相原高等学校）の誘致に尽力した。

### 『相澤日記』
菊太郎は1885年（明治18年）から死の直前までの78年間に渡り日々の生活を記録した日記を残した。昭和時代になり、子の相沢栄久の編集により、1965年4月に「相澤日記」として明治18年から明治25年の記述が刊行された。その後1966年に「続 相澤日記」（明治26年～明治35年分）、1967年「続々 相澤日記」（明治36年～明治45年分）、1972年「相澤日記（大正編）」（大正2年～大正15年）がそれぞれ刊行された。また、明治29年から明治35年の増補として1977年に「増補 相沢日記」が刊行された。
『相沢日記』は、明治・大正期の相模原の地主や養蚕農家の生活を知ることのできる貴重な資料として、2003年（平成15年）4月1日、相模原市の市指定有形文化財に指定された。